# Полско-руска война (филм)
„Полско-руска война“ (на полски: „Wojna polsko-ruska“) е полски игрален филм от 2009 г.
Режисьор на филма е Ксавери Жулавски. Неговата премиера е в Полша на 22 май 2009 г.

## В ролите
| Актьор              | Роля                             |
| ------------------- | -------------------------------- |
| Борис Шиц           | Анджей Робаковски (прякор Силен) |
| Рома Гоншьоровска   | Магда, момиче на Силен           |
| Сония Бохошевич     | Наташа Бльокуш                   |
| Мария Стшелецка     | Анджеля                          |
| Анна Прус           | Аля                              |
| Бартломей Фирлет    | Кацпер                           |
| Михал Чарнецки      | Леви                             |
| Магдалена Червинска | Арлета                           |
| Ева Каспшик         | майка на Силен                   |
| Иренеуш Кожьол      | баща на Силен                    |
| Дорота Масловска    | Дорота Масловска                 |